# 鍾麟 (宣統)
锺麟（1860年—1911年11月），字书春、梦星，巴雅拉氏，奉天辽阳蒙古正白旗人。清朝政治人物、進士出身。

## 生平
光绪二十九年（1903年）进士，同年閏五月，著交吏部掣签分发各省，以知县即用。补湖南浏阳知县，摄永顺县，宣统二年，调嘉禾县。辛亥革命爆发，锺麟召集当地士绅，说：“麟莅县经岁，无德於民。今国亡城危，请诸君先杀麟以谢百姓。幸县城不罹兵祸，死无所恨！”众人错愕，好言相劝。同年九月二十一日，革命党围县署，锺麟端坐自尽，预焚内室，妻邱氏及两子、次子妇均遇难。